# Radquer Schmerikon
De Radquer Schmerikon was een veldrijwedstrijd die van 2006 tot 2008 jaarlijks werd georganiseerd in de Zwitserse gemeente Schmerikon.
De bedoeling was dat deze wedstrijd in 2009 tot de wereldbeker zou behoren, echter wegens financiële problemen kon deze wedstrijd geen doorgang vinden.

## Erelijst
| Datum | Klassement | Cat. | Winnaar         | Tweede        | Derde               |
| ----- | ---------- | ---- | --------------- | ------------- | ------------------- |
| 2008  |            |      | Bart Aernouts   | Simon Zahner  | Florian Vogel       |
| 2007  |            |      | Christian Heule | Florian Vogel | Thomas Frischknecht |
| 2006  |            |      | Christian Heule | Simon Zahner  | Maarten Nijland     |